# Pyrros Dimas
Pyrros Dimas (em albanês:  Pirro Dhima, em grego:  Πύρρος Δήμας; Himarë, 13 de outubro de 1971) é um ex-halterofilista grego, campeão mundial e olímpico em sua modalidade.
Nascido em Himarë, no distrito de Vlorë, na Albânia, de pais etnicamente gregos, Pirros Dimas é o mais bem-sucedido halterofilista em Jogos Olímpicos. Ganhou quatro medalhas olímpicas, três medalhas de ouro consecutivas de 1992-2000 e um bronze em 2004. Um dos quatro halterofilistas a ganhar quatro medalhas olímpicas e um dos quatro a ganhar três ouros, o único a conseguir o duplo feito.
Em campeonato mundiais, ganhou quatro medalhas, ouro em 1993, 1995 e 1998, prata em 1999. Campeão europeu em 1995, vice-campeão em 1998, bronze em 1992 e 1993.
Estabeleceu onze recordes mundiais ao longo de sua carreira — nove após a reestruturação das classes peso em 1992 e dois após a reestruturação das classes de peso em 1997 (ver também: recordes mundiais do halterofilismo), sendo cinco no arranque, quatro no arremesso e três no total combinado, na categoria pesado ligeiro (até 83 kg e, após a reestruturação das classes peso em 1998, até 85 kg).
Em junho de 2008, Dimas se tornou vice-presidente, e, em outubro de 2008, presidente da Federação Grega de Halterofilismo.
Em junho de 2010 foi eleito para o Weightlifting Hall of Fame.